# The Defenders (sciencefictionverhaal)
The Defenders is een sciencefictionverhaal van de Amerikaanse schrijver Philip K. Dick. Het werd voor het eerst uitgebracht in het sciencefictiontijdschrift Galaxy Science Fiction in 1953. Het kortverhaal werd in 1964 uitgebreid in Dicks sciencefictionroman The Penultimate Truth.

## Samenvatting
Acht jaar voor het verhaal begint, brak er een nucleaire oorlog uit tussen de Verenigde Staten en de Sovjet-Unie, waardoor overlevenden zich verschuilden in immense ondergrondse bunkers. Op het verwoeste oppervlak strijden geavanceerde, radioactief-bestendige robots genaamd "leadys" namens de mensheid, maar het ware einde van de oorlog wordt onthuld wanneer een groep ontdekt dat de robots de aarde heropbouwen en de mensheid voorbereiden op een gezamenlijke cultuur.